# (176) Iduna
(176) Iduna ist ein Asteroid des äußeren Hauptgürtels, der am 14. Oktober 1877 vom deutsch-US-amerikanischen Astronomen Christian Heinrich Friedrich Peters am Litchfield Observatory in New York entdeckt wurde.
Der Asteroid wurde vom Entdecker benannt nach einem Club in Stockholm, Schweden, anlässlich eines Treffens der Astronomischen Gesellschaft dort im Jahr 1877. In der nordischen Mythologie war Idun Hüterin der Äpfel, die die Jugend der Götter bewahren. Der Entdecker schrieb: „Ich lege diesem Planeten den Namen Idunna bei, – womit gewiss wenigstens diejenigen Mitglieder der ‚Astronomischen Gesellschaftʻ, die in Stockholm an der Gastfreundschaft der ‚Ydunʻ Theil nahmen, einverstanden sein werden.“ Der Asteroid hatte ursprünglich die Nummer 175 erhalten, dies wurde aber zu 176 geändert, nachdem die Entdeckungsmeldung zu (175) Andromache verspätet eingetroffen war.

## Wissenschaftliche Auswertung
Mit Daten radiometrischer Beobachtungen im Infraroten mit der Infrared Telescope Facility (IRTF) auf Hawaiʻi vom Dezember 1980 wurden für (176) Iduna erstmals Werte für den Durchmesser und die Albedo von 116 km und 0,04 bestimmt. Aus Ergebnissen der IRAS Minor Planet Survey (IMPS) wurden 1992 Angaben zu Durchmesser und Albedo für zahlreiche Asteroiden abgeleitet, darunter auch (176) Iduna, für die damals Werte von 121,0 km bzw. 0,08 erhalten wurden. Eine Auswertung von Beobachtungen durch das Projekt NEOWISE im nahen Infrarot führte 2011 zu vorläufigen Werten für den Durchmesser und die Albedo im sichtbaren Bereich von 122,1 km bzw. 0,08. Nach neuen Messungen wurden die Werte 2014 auf 107,0 km bzw. 0,11 korrigiert. Nach der Reaktivierung von NEOWISE im Jahr 2013 und Registrierung neuer Daten wurden die Werte 2015 zunächst mit 115,1 km bzw. 0,05 angegeben und dann 2016 erneut korrigiert zu etwa 102,5 km bzw. 0,07, diese Angaben beinhalten aber alle hohe Unsicherheiten.
Eine spektroskopische Untersuchung von 820 Asteroiden zwischen November 1996 und September 2001 am La-Silla-Observatorium in Chile ergab für (176) Iduna eine taxonomische Klassifizierung als Caa- bzw. Ch-Typ.
Photometrische Beobachtungen von (176) Iduna erfolgten erstmals vom 5. bis 24. Oktober 1996 am Ole Rømer Observatoriet der Universität Aarhus in Dänemark. Aus der recht dichten Lichtkurve konnte für den Asteroiden eine Rotationsperiode von 11,29 h bestimmt werden. Weitere photometrische Messungen wurden während drei Kampagnen im Mai und Juni 1994, Juli und August 1995 sowie im Dezember 1996 am Osservatorio Astrofisico di Catania in Italien durchgeführt. Die Lichtkurven waren dabei sehr lückenhaft und es wurde damals aus ihnen ein bester Wert für die Rotationsperiode von 5,63 h abgeleitet.
Neue Beobachtungen vom 30. März bis 9. Juni 2005 an der Außenstelle Tschuhujiw des Charkiw-Observatoriums in der Ukraine und am Krim-Observatorium in Simejis konnten jedoch mit einer Rotationsperiode von 11,287 h den früheren Wert bestätigen. Ebenso führten weitere Messungen, die mehrfach an verschiedenen Orten im Jahr 2007 durchgeführt wurden, zu ähnlichen Ergebnissen: Vom 2. bis 30. September 2007 am UnderOak Observatory in New Jersey mit einem Wert von 11,2880 h, vom 15. September bis 17. November 2007 am Dark Rosanne Observatory in Connecticut mit 11,2877 h und vom 26. September bis 1. Oktober 2007 am Palmer Divide Observatory in Colorado mit 11,31 h.
Aus archivierten Daten der Lowell Photometric Database konnten dann in einer Untersuchung von 2016 mit einem dreiachsig-ellipsoidischen Gestaltmodell zwei alternative Positionen der Rotationsachse mit einer prograden Rotation sowie eine Rotationsperiode von 11,2878 h bestimmt werden. Weitere neue Messungen erfolgten vom 7. bis 29. Januar 2015 am Blue Mountains Observatory in Australien. Hier wurde ein Wert von 11,293 h bestimmt, während Messungen vom 17. bis 31. Mai 2015 an der Sternwarte Belgrad in Serbien zu einer Rotationsperiode von 11,280 h führten.
Mit archivierten Lichtkurven und eigenen Messungen vom 29. April 2016 am BlueEye600-Observatorium in Tschechien wurde eine Rotationsperiode von 11,2878 h bestimmt und ein 3D-Modell des Asteroiden mit zwei alternativen Rotationsachsen für prograde Rotation berechnet. Aus photometrischen Daten von 2007 bis 2017 wurden dann in einer Untersuchung von 2018 zwei neue Positionen der Rotationsachse des Asteroiden abgeleitet. Eine Lösung mit einer Rotationsperiode von 11,2878 h unterschied sich von den früher bestimmten Rotationsachsen, während eine alternative Lösung mit einer bereits 2016 berechneten übereinstimmte, aber eine abweichende Rotationsperiode von 11,2938 h lieferte. Es wurden weitere Beobachtungen als notwendig erachtet, um die Angelegenheit zu klären.
Im Jahr 2021 konnte aus archivierten Daten und photometrischen Messungen von Gaia DR2 erneut eine Rotationsachse mit prograder Rotation berechnet werden. Die Rotationsperiode wurde dabei zu 11,28784 h bestimmt. Aus archivierten Daten des Asteroid Terrestrial-impact Last Alert System (ATLAS) aus dem Zeitraum 2015 bis 2018 konnte in einer Untersuchung von 2022 mit der Methode der konvexen Inversion eine Rotationsperiode von 11,2879 h berechnet werden. Im Jahr 2023 wurde aus photometrischen Messungen von Gaia DR3 erneut ein dreidimensionales Gestaltmodell des Asteroiden für eine Rotationsachse mit prograder Rotation und einer Periode von 11,2876 h berechnet.

## Iduna-Familie
(176) Iduna ist das größte Mitglied einer Asteroidenfamilie mit ähnlichen Bahneigenschaften, wie eine Große Halbachse von 3,00–3,26 AE, eine Exzentrizität von 0,00–0,26 und eine Bahnneigung von 20,0°–24,9°. Die mittlere Albedo liegt bei 0,07. Die Iduna-Familie umfasste im Jahr 2019 etwa 3229 bekannte Mitglieder.